# Tribelos protextus
Tribelos protextus är en tvåvingeart som först beskrevs av Henry Keith Townes, Jr. 1945.  Tribelos protextus ingår i släktet Tribelos och familjen fjädermyggor. Inga underarter finns listade i Catalogue of Life.